# Bug Films
BUG FILMS (株式会社バグフィルム?, Kabushiki-gaisha Bagu Firumu) è uno studio di animazione giapponese fondato il 22 settembre 2021 con sede a Nakano in Tokyo.

## Storia

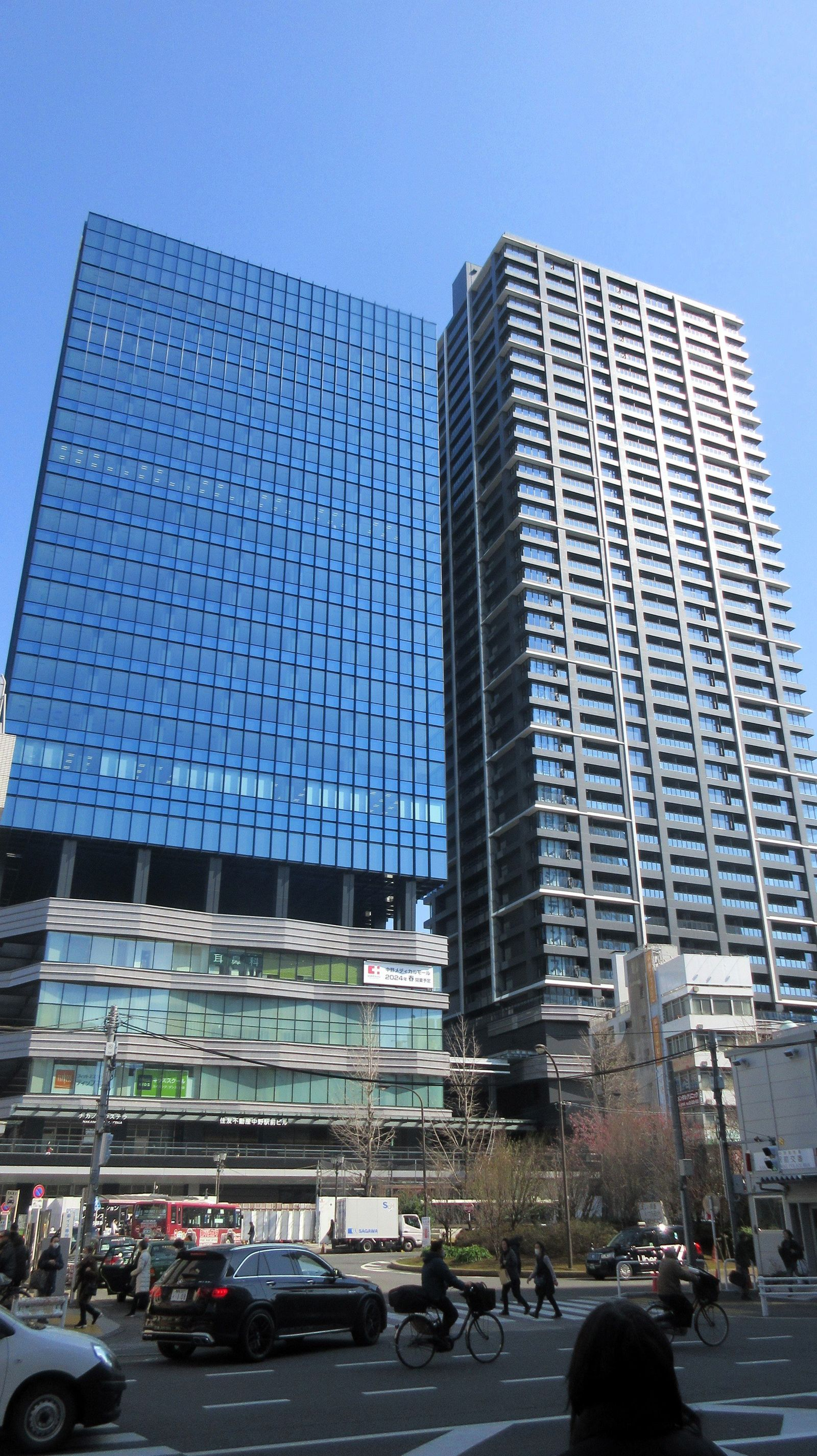
Sede a Nakano in Tokyo.

Bug Films è stato fondato il 22 settembre 2021 da Hiroaki Kojima, produttore che lavorava presso OLM, dove aveva prodotto gli anime MIX, Major 2nd e Bungo to Alchemist per lo studio. La maggior parte dello staff dello studio è composta da ex membri del suo team di produzione presso OLM.
Nel primo anno di attività, Kojima e il suo staff hanno completato obblighi precedentemente assunti con OLM, producendo le serie anime Komi Can't Communicate e Summer Time Rendering, per le quali Bug Films è stata occasionalmente accreditata per la collaborazione. La prima produzione indipendente è stata Zom 100: Bucket List of the Dead nell'estate del 2023.
Kojima ha spiegato di aver fondato lo studio con l'obiettivo di "creare opere degne degli spettatori" e ha aggiunto: "mentre nel mondo vengono prodotti innumerevoli produzioni ogni giorno, vogliamo sempre sfidarci a creare nuove forme di espressione senza lasciarci influenzare dalle tendenze". Bug Films è inoltre una filiale di Twin Engine, e la sua fondazione contribuisce all'obiettivo a lungo termine di Twin Engine di "rafforzare la propria filiera produttiva nell'ottica di un'espansione globale". Lo studio ha sede a Nakano in Tokyo.

## Produzioni

### Serie TV

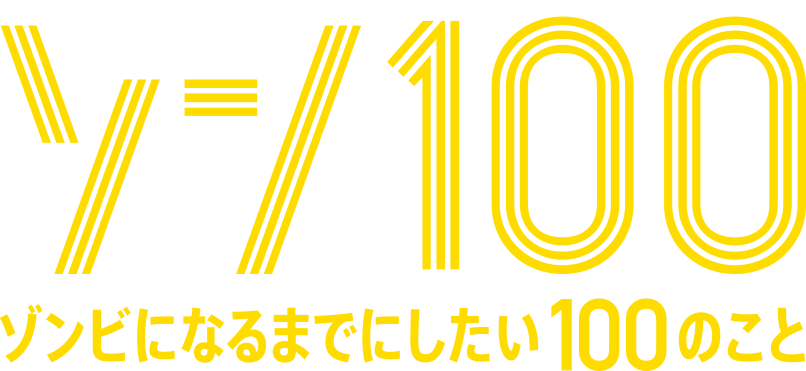
Logo dell'anime Zom 100: Bucket List of the Dead.

| Titolo                           | Anno di produzione | Episodi | Note e fonti        |
| -------------------------------- | ------------------ | ------- | ------------------- |
| Zom 100: Bucket List of the Dead | 2023               | 12      | [ N 1 ] [ 4 ] [ 5 ] |
| Witch Hat Atelier                | 2025               | -       | [ 4 ]               |